# Lubuk Ulak
Lubuk Ulak is een bestuurslaag in het regentschap Empat Lawang van de provincie Zuid-Sumatra, Indonesië. Lubuk Ulak telt 706 inwoners (volkstelling 2010).